# Historia del uniforme del Club de Deportes Santiago Wanderers

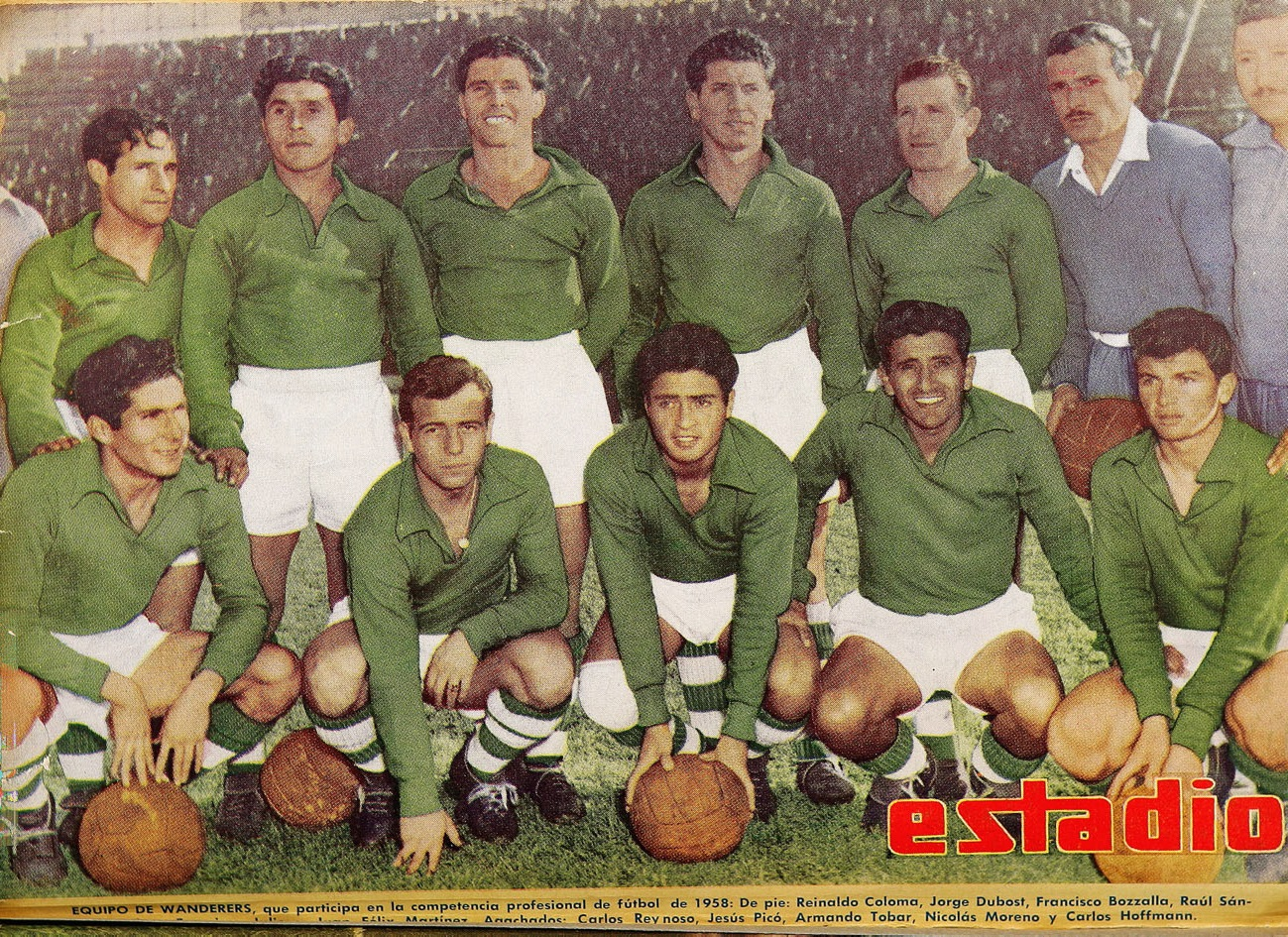
Formación de Santiago Wanderers con la camiseta titular, durante el torneo de Primera División de 1958.

El uniforme del Club de Deportes Santiago Wanderers se compone de una camiseta de color verde y pantalones blancos, que fueron adoptados en 1908.
El primer uniforme del club constaba de camisetas blancas de manga corta, con ribetes negros y las iniciales «SW», junto a pantalones negros. En el año 1905, Wanderers utilizó una camiseta listada de colores café y azul, y en el año 1907 el equipo agregó una banda diagonal negra en una camiseta de color blanco.
Sobre la adopción del color verde, según lo descrito por Manuel Díaz Omnes en su libro de 1952 Wanderers, biografía anecdótica de un club, el marinero británico de nombre James Mac Lean, que había quedado varado en Valparaíso en 1907, entabló amistad con la familia Nelson, dueña del Hotel Inglés y ligada al club. Al momento de retornar al Reino Unido debía dinero por su estadía, que saldó al comprometerse a enviar desde Europa camisetas listadas de café y azul. Sin embargo, cuando en agosto de 1908 llegaron los uniformes a Valparaíso, eran diez camisetas verdes más una blanca para el portero, que quedaron como definitivas. Otra versión sobre el origen del color verde contó el fundador y primer capitán de Santiago Wanderers Francisco Avaria a El Mercurio de Valparaíso en 1942. En dicha entrevista, Avaria señaló que el jugador del club Knott, quien era irlandés, encargó a su país un juego de camisetas, que fueron tejidas por su madre.
Según Díaz Omnes el color verde tuvo su estreno el 18 de septiembre de 1908, en la disputa de la Copa Centenario, en un encuentro disputado frente a la selección de Santiago en el Club Hípico de la capital. Desde entonces es el color distintivo del equipo en las camisetas, que ha mantenido en su uniforme titular.
En 1968, año en el que el conjunto porteño alcanzó su segundo título de la Primera División de Chile con un equipo conocido como «Los Panzers», el equipo estrenó una camiseta con finas líneas y tercios verdes que se convirtió en símbolo del triunfo. 
Este uniforme, denominado «modelo Panzer», estaba en una tienda de Viña del Mar, donde fue advertido por los jugadores Alberto Ferrero, Vicente Cantatore y Mario Griguol, quienes le llevaron uno a los dirigentes. Ante la recomendación de los futbolistas, un directivo del club compró un juego completo, que fue utilizado por primera vez el 29 de septiembre de 1968, en un encuentro frente a Universidad de Chile en el Estadio Santa Laura. El equipo vistió el conjunto en la Copa Libertadores 1969, y tuvo su reedición en el año 2001, temporada en el que Santiago Wanderers obtuvo su último campeonato nacional.
En 2007 se estrenó un uniforme similar al ocupado en los años 1965 y 1966, como una manera de homenajear los 115 años de la institución.
En el año 2019 se conmemoraron los 50 años del campeonato de 1968 con la utilización de dos tonos de verde.
En enero de 2022, el club presentó una nueva indumentaria alternativa de color negro en honor a Juan Olivares, portero histórico del conjunto caturro que fue nominado a dos Copas del Mundo en 1966 y 1974. El uniforme fue estrenado durante la pretemporada que el club realizó en Uruguay.

## Uniforme titular
| 1892 | 1905 | 1906 | 1907 | 1923 | 1941-43 | 1945-47 | 1948-51 | 1952-54 |

| 1955-56 | 1956-57 | 1957-59 | 1960 | 1960 | 1961 | 1963-64 | 1965-66 | 1967 |

| 1968 | 1968 | 1969 | 1969 | 1972-73 | 1973-74 | 1975-76 | 1976 | 1977 |

| 1979 | 1997 | 2001 | 2002 | 2002 | 2003 | 2009 | 2010 | 2011 |

| 2012 | 2013 | 2014 | 2014-15 | 2016 | 2017 | 2018 | 2019 | 2020-21 |

| 2021 | 2024 |

## Uniforme alternativo
| 1926 | 1949 | 1950-51 | 1952 | 1953 | 1954 | 2009 | 2010 | 2011 |

| 2012 | 2013 | 2014 | 2014-15 | 2016 | 2017 | 2018 | 2019 | 2020-21 |

| 2022 | 2024 |

## Tercer uniforme
| 2010 | 2015 |

## Indumentaria y patrocinadores
| Período   | Logo | Proveedor             |
| --------- | ---- | --------------------- |
| 1983      |      | Haddad                |
| 1988      |      | Le Coq Sportif        |
| 1989-1992 |      | Adidas                |
| 1993      |      | Ansaldi               |
| 1994-1995 |      | Avia                  |
| 1995-1997 |      | Uhlsport              |
| 1998      |      | Avia                  |
| 1999      |      | Sauro                 |
| 1999-2000 |      | Avia                  |
| 2001      |      | Corre Corre           |
| 2001-2002 |      | Wanderers             |
| 2003      |      | Adidas                |
| 2004      |      | Training Professional |
| 2005      |      | Lotto                 |
| 2006-2008 |      | Training Professional |
| 2009-2015 |      | Mitre                 |
| 2016-2024 |      | Macron                |
| 2025-     |      | KS7                   |

| Período   | Patrocinador                          |
| --------- | ------------------------------------- |
| 1976-1980 | Costa                                 |
| 1983      | La Estrella                           |
| 1988      | Óptica Naranjo International New York |
| 1989      | Pilsener Dorada                       |
| 1990-1992 | Refinería de Petróleo Concón          |
| 1993-1999 | Cristal                               |
| 1999-2000 | Ninguno                               |
| 2001      | Corre Corre                           |
| 2001-2002 | Metalpar                              |
| 2003      | Ninguno                               |
| 2004      | Promepart                             |
| 2005      | Pullman Bus                           |
| 2006-2008 | Ninguno                               |
| 2008-2021 | TPS Valparaíso                        |
| 2021-2022 | TCL                                   |
| 2023      | iBet                                  |
| 2024      | Ninguno                               |
| 2025-     | TPS Valparaíso                        |

| Período           | Patrocinador              |
| ----------------- | ------------------------- |
| 2008-2010         | Líder                     |
| 2008-Actualidad   | Chilquinta                |
| 2008              | Telmex                    |
| 2008              | Manjas                    |
| 2011-Actualidad   | PF                        |
| 2012-2014         | Entel                     |
| 2014-2015         | Huawei                    |
| 2018-2021         | DirecTV                   |
| 2021-Actualidad   | Arnikaderm                |
| 2021-Actualidad   | Gasco                     |
| 2021-Actualidad   | TPS                       |
| 2024 - Actualidad | Comercial Chandia y Teddy |